# Pieter de Villiers
Pieter de Villiers (Malmesbury, 3 luglio 1972) è un ex rugbista a 15 e allenatore di rugby a 15 francese di origine sudafricana, per 14 stagioni pilone dello Stade français. Dal 2020 ricopre il ruolo di tecnico della mischia della Scozia.

## Biografia
Sudafricano di famiglia ugonotta, de Villiers giunse in Francia nel 1994 e fu ingaggiato dallo Stade français, che fu anche il club con il quale divenne professionista.
Nel 1999 acquisì il diritto a militare nella Nazionale francese; esordì nei test di preparazione alla Coppa del Mondo di rugby 1999 in Galles e poi fu selezionato per prendere parte alla rassegna mondiale, dove scese in campo tre volte; disputò il suo primo Sei Nazioni nel 2000.
Nel 2003, poco dopo avere ottenuto la cittadinanza francese, rimase coinvolto in un'indagine sportiva che gli fece perdere la convocazione alla Coppa del Mondo successiva: de Villiers fu, infatti, trovato positivo alla cocaina e all'ecstasy.
Nonostante il giocatore avesse sostenuto di non essere un consumatore abituale di stupefacenti, ma di avere assunto, con tutta probabilità, tali sostanze in maniera occasionale in un dopo partita in cui aveva bevuto troppi alcoolici, subì una squalifica non grave (fino alla fine del Sei Nazioni) ma che, vista la motivazione della stessa (condotta indecorosa con conseguente pregiudizio per l'immagine del rugby), gli impedì di prendere parte alla successiva Coppa del Mondo in Australia.
Ritornato in squadra per il Sei Nazioni 2004, tornò a essere un punto fermo della Nazionale, e a 35 anni fu convocato per la Coppa del Mondo di rugby 2007 che la Francia disputava in casa.
Nel corso di tale competizione disputò la sua ultima partita internazionale, il 13 ottobre, la semifinale contro l'Inghilterra vinta da quest'ultima.
Già sofferente di un dolore alla cervicale procuratogli da un contrasto di gioco durante la manifestazione mondiale, nell'aprile 2008 de Villiers ha comunicato ufficialmente la fine della sua attività agonistica al termine della stagione.
Oltre ai cinque titoli di campione di Francia, de Villiers vanta con il suo club la vittoria nella Coppa di Francia del 1999, nonché il raggiungimento di due finali di Heineken Cup, nel 2001 (sconfitta dal Leicester) e nel 2005 (battuta dal Tolosa); con la Nazionale ha vinto i Sei Nazioni del 2002, 2004 e 2006.

## Palmarès
- Campionati francesi: 5
Stade français: 1997-98; 1999-2000; 2002-03; 2003-04; 2006-07
- Coppe di Francia: 1
Stade français: 1998-99